# Sèrra de Cuenques
La Sèrra de Cuenques és una serra situada entre els municipis de Naut Aran i de Vielha e Mijaran a la comarca de la Vall d'Aran, amb una elevació màxima de 2.524 metres.